# Шаґан
Шаґа́н (азерб. Şağan) — селище на сході Азербайджану, підпорядковане Хазарському району міста Баку.

## Географія
Селище розташоване у східній частині Апшеронського півострова, в центрі трикутника, утвореного сусідніми селищами Мардакан, Бузовна та Кала.

## Населення
Населення селища становить 3300 осіб (2012; 3306 в 2008).

## Господарство
Через селище проходить автомобільна дорога Кала-Бузовна.